# Operacija Dogovor
Operacija Dogovor (izvirno angleško Operation Agreement) je bil naziv za britanski kopenski in amfibijski napad na Tobruk 13. septembra 1942, ki je bil v nemških rokah. Napad ni uspel, napadalci pa so utrpeli precejšnje izgube; Britanci so izgubili 3 ladje in več sto vojakov.